# آکیرا ناکائو
آکیرا ناکائو (به ژاپنی: 中尾 彬 Nakao Akira)؛ زادهٔ ۱۱ اوت ۱۹۴۲) هنرپیشه، ستاره، هنرمند اهل ژاپن است.
از فیلم‌هایی که وی در آن نقش داشته‌است، می‌توان به گودزیلا در برابر گودزیلای فضایی و گودزیلا در برابر گودزیلای مکانیکی ۲ اشاره کرد.